# Hyperaspis oculifera
Hyperaspis oculifera är en skalbaggsart som beskrevs av Thomas Casey 1908. Hyperaspis oculifera ingår i släktet Hyperaspis och familjen nyckelpigor. Inga underarter finns listade i Catalogue of Life.